# Mārtiņi
Pour les articles homonymes, voir Martini.

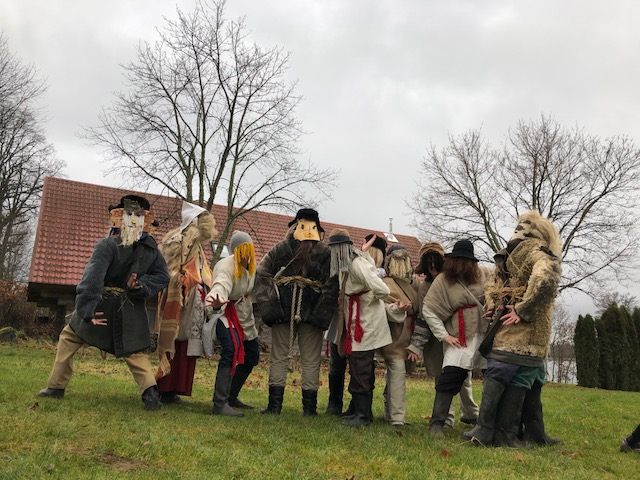
Masques traditionnels lettons utilisés lors des processions rituelles pendant Mārtiņi, le 10 novembre et Katrīnas le 25 novembre.

Mārtiņi ou Mārtiņdiena est une ancienne fête lettonne, célébrée au mois de novembre, marquant la fin du Temps des esprits ("Veļu laiks") et le début du Temps des frimas ("Ledus laiks"), situés pendant notre automne actuel.
La fête a reçu son nom à l'aube du XVIe siècle par analogie avec  la Saint-Martin célébrée alors par l'ordre Livonien dans le temps.
D'après le calendrier solaire, Mārtiņi se situe entre l'équinoxe d'automne (Miķeļi) et le solstice d'hiver (Ziemassvētki), donc au milieu du mois de novembre. Pour porter chance, cette fête doit tomber le jour de la nouvelle lune.

## Célébration
La fête marque également la fin des préparatifs pour l'hiver, tels que l’abattage du gros bétail, le salage des viandes et des poissons ou le stockage des céréales. Dans le temps, lors de la célébration, dans les écuries on sacrifiait un coq. Le coq levé dans les bras, on faisait le tour de chaque cheval dans le sens inverse des aiguilles d'une montre. On tranchait la tête du volatile au-dessus de la mangeoire et on laissait s'y écouler le sang qu'on mélangeait avec de l'avoine. Tous les chevaux devaient y gouter tour à tour. On passait la tête du coq ensanglantée sur les rebords des fenêtres et le cadre de porte ainsi qu'on traçait avec ce sang une croix sur la porte de l'écurie. On faisait cuire le coq, on le ramenait à l'écurie avec un pot de bière et une galette. On les déposait sur une étagère spécialement conçue pour l'occasion. Au petit matin, le maître de la maison avec les autres hommes de la ferme s'y retrouvaient pour manger ce repas. Ce même rituel avait lieu à l'étable pour le sacrifice de poule qui était destinée pour le petit déjeuner des femmes (Latviešu tautas ticējumi, P. Šmits : K. Šilings, 1832. g., Tirza.). 
L'événement principal de la fête est la procession d'enfants et adultes déguisés qu'on appelle Mārtiņbērni (enfants de Martin) qui vont d'une maison à l'autre, en dansant et en chantant, ou se réunissent à un endroit choisi d'avance. Actuellement, dans la plupart des communes lettonnes, un tel rassemblement est organisé par un organisme comme l'école ou la maison municipale. À Riga c'est le musée ethnographique de plein air qui s'en charge chaque année.

## Croyances populaires associées
- Si à Mārtiņi les arbres gardent encore leurs feuilles vertes, c'est que l'année suivante à la fête d'été il y en aura peu.
- Si avant Mārtiņi on arrive à labourer les champs, c'est que l'année suivante on ne pourra semer qu'après la fête d'été. (Latvis, 1929)

- Si à Mārtiņi les oies foulent la glace, c'est de la boue qu'elles fouleront à Noël.
- Si à Mārtiņi il y a du givre sur les arbres fruitiers, il y aura beaucoup de fruits l'année suivante.
- Le brouillard à Mārtiņi annonce l'hiver clément.
- À Mārtiņi au diner, la jeune fille doit manger une tête de hareng salé. Celui qui ensuite lui passera l'eau pour étancher sa soif sera son futur mari.
- La jeune fille, le soir de Mārtiņi, avant de se coucher doit laisser sa jupe par terre au milieu de la chambre. Celui qui dans son rêve viendrait la ramasser serait son fiancé[4].